# Laureta (football)
Pour les articles homonymes, voir Laureta.
Alfredo Magalhães Silva Rodrigues, plus communément appelé Laureta, est un footballeur portugais né le 18 décembre 1961 à Azurém. Il évoluait au poste d'arrière gauche.

## Biographie

### En club
Formé au Vitória Guimarães, il commence sa carrière en 1980, il est prêté au SC Mirandela qui évolue en deuxième division portugaise,,.
Dès la saison suivante, il est intégré à l'équipe première du Vitória, club qu'il représente jusqu'en 1985 avant d'être transféré au FC Porto,,.
Durant sa première saison avec les Dragons, il dispute la Coupe des clubs champions et marque un but lors d'un match du premier tour aller contre l'Ajax Amsterdam. Le club s'arrête en huitièmes de finale battu au terme d'une double confrontation serrée contre le FC Barcelone (score de la double confrontation 3-3). Il est sacré Champion du Portugal à l'issue de cette saison 1985-1986,.
Durant sa deuxième saison, il fait partie de l'épopée victorieuse du FC Porto en Coupe des clubs champions. Il dispute un match de quart de finale aller contre Brøndby IF. 
En 1987, il est transféré au Sporting Braga, club qu'il représente durant 4 saisons,.
De 1991 à 1994, il est joueur du Gil Vicente FC,,.
Il raccroche les crampons à l'issue d'une dernière saison 1994-1995 avec l'Académica de Coimbra,,.
Il dispute un total de 342 matchs pour 4 buts marqués en première division portugaise,. Au sein des compétitions européennes, il dispute 5 matchs en Coupe des clubs champions pour un but marqué et 2 matchs en Coupe UEFA pour  but marqué.

### En équipe nationale
International portugais, il reçoit une unique sélection en équipe du Portugal en 1983. Le 8 juin, il dispute un amical contre le Brésil (défaite 0-4 à Coimbra).

## Palmarès
FC Porto
| - Coupe des clubs champions (1) : - Vainqueur : 1986-87. - Championnat du Portugal (1) : - Champion : 1985-86. |